# Platystele ortiziana
Platystele ortiziana är en orkidéart som beskrevs av Carlyle August Luer och Rodrigo Escobar. Platystele ortiziana ingår i släktet Platystele och familjen orkidéer. Inga underarter finns listade i Catalogue of Life.